# Cossé-le-Vivien
Cossé-le-Vivien település Franciaországban, Mayenne megyében. Lakosainak száma 3208 fő (2022. január 1.). Cossé-le-Vivien Astillé, Athée, Beaulieu-sur-Oudon, La Chapelle-Craonnaise, Cosmes, Courbeveille, Livré-la-Touche, Méral és Montjean községekkel határos.

## Népesség
A település népességének változása:
| Lakosok száma | 2443 | 2780 | 2806 | 2867 | 3012 | 3057 | 3134 | 3199 | 3229 | 3208 |
|               | 1968 | 1982 | 1990 | 2006 | 2013 | 2015 | 2017 | 2019 | 2020 | 2022 |